# Zeki Ergezen
Zeki Ergezen (* 2. Dezember 1949 im Landkreis Ahlat, Provinz Bitlis; † 2. Oktober 2020 in Ankara) war ein türkischer Architekt, Politiker und Minister für Bauwesen und Besiedlung.

## Leben
Zeki Ergezen absolvierte die staatliche Akademie für Ingenieurwesen und Architektur in Ankara (seit 1966 Gazi Üniversitesi). Ergezen war Provinzdirektor des Amtes für Bauwesen und Besiedelung in den Provinzen Bitlis und Muş. In der Generaldirektion für Dorfangelegenheiten war er Leiter der Sektion für Bauwesen und in der Generaldirektion der Polizei war Ergezen Leiter der Sektion für Bauwesen und Grundstücke.
Er war Gründungsmitglied der Adalet ve Kalkınma Partisi (AKP) und Abgeordneter für die Provinz Bitlis von der 19. bis zur 22. Legislaturperiode der Großen Nationalversammlung der Türkei. Darüber hinaus war er in der 20. Legislaturperiode zum Mitglied des Sekretariats des Präsidialrats des Parlaments gewählt und des Weiteren Mitglied des gemeinschaftlichen parlamentarischen Komitees der Schwarzmeer-Wirtschaftskooperation (KEİPA). In der 58. Regierung (Kabinett Gül) war er Minister für Bauwesen und Besiedlung.
Ergezen war verheiratet und Vater von vier Kindern. Er starb an einer Krebserkrankung.